# やまねこ座41番星
やまねこ座41番星は、おおぐま座の恒星で5等星。2008年に惑星が発見されている。

## 惑星系
2008年に惑星bが発見されている。
| 名称 （恒星に近い順） | 質量   | 軌道長半径 （天文単位） | 公転周期 (日) | 軌道離心率 | 軌道傾斜角 | 半径 |
| --------------------- | ------ | ----------------------- | ------------- | ---------- | ---------- | ---- |
| b                     | 2.7 MJ | 0.81                    | 184.02 ± 0.18 | 0.0        | —          | —    |

## 名称
2015年に国際天文学連合によって太陽系外惑星系の名前の公募が行われた際にこの星系も募集の対象となった。2015年12月15日、国際天文学連合より、岡山アストロクラブ（大島学当時会長案）の提案を採用し、主星にはインテルクルース (Intercrus) 、惑星にはアルカス (Arkas) という名前を選定したことが発表された。インテルクルースは、おおぐま座の中で足の間に位置することからラテン語風に造語したもの、アルカスはおおぐま座、こぐま座にまつわるギリシャ神話に登場する狩人の名前から取ったものである。